# 6230 Fram
6230 Fram este o planetă minoră (asteroid), cu un diametru de 12,834 km, din centura de asteroizi. A fost descoperită pe 27 septembrie 1984 la Observatorul Kleť de Zdeňka Vávrová⁠(d) și a fost numită după Fram⁠(d). 
Obiectul prezintă o orbită caracterizată de o semiaxă mare de 2,7800959 UAi, o excentricitate de 0,08, o înclinație de 3,27872 ° în raport cu ecliptica.